# Colby Cohen
Colby Cohen (* 25. April 1989 in Villanova, Pennsylvania) ist ein US-amerikanischer Eishockeyspieler, der seit Oktober 2014 bei den Reading Royals in der ECHL unter Vertrag steht.

## Karriere
Cohen wurde beim NHL Entry Draft 2007 in der zweiten Runde an insgesamt 45. Stelle von der Colorado Avalanche ausgewählt. Nach dem Draft spielte er drei Jahre für die Boston University. 2009 wurde er mit seinem Team Meister der Universitäts- und Collegesportliga Hockey East und zum herausragendsten Spieler des Turniers gewählt.
Nachdem der Verteidiger mit seinem Team aus dem Hockey-East-Halbfinale 2010 gegen die University of Maine ausschied unterschrieb er am 3. April 2010 seinen ersten Profivertrag mit der Colorado Avalanche. Den kurzen Rest der Eishockeysaison verbrachte er beim Farmteam der Avalanche, den Lake Erie Monsters, wo er in drei Spielen einen Assist erzielen konnte.
Colby Cohen kam in der NHL-Saison 2010/11 zu drei Einsätzen für die Avalanche und absolvierte 14 weitere Einsätze für die Monsters in der American Hockey League, bevor er am 29. November 2010 im Tausch gegen den Abwehrspieler Matt Hunwick zu den Boston Bruins transferiert wurde. Cohen kam jedoch nicht für die Bruins zum Einsatz, sondern spielte bis zum Ende der Saison 2012/13 bei Bostons Farmteam, den Providence Bruins, in der AHL.

### International
Im Jahr 2006 gewann er bei der World U-17 Hockey Challenge die Silbermedaille.

## Erfolge und Auszeichnungen
| - 2007 Teilnahme am USHL All-Star-Game - 2007 USHL Second All-Star-Team - 2008 NCAA Frozen Four All-Tournament-Team - 2008 NCAA Frozen Four Tournament MVP - 2009 Beanpot-Tournament-Gewinn mit der Boston University | - 2009 Lamoriello-Trophy-Gewinn mit der Boston University - 2009 Hockey East First All-Star-Team - 2009 NCAA-Division-I-Championship mit der Boston University - 2009 NCAA East First All-American-Team |

### International
- 2006 Silbermedaille bei der World U-17 Hockey Challenge

## Karrierestatistik

### International
(Legende zur Spielerstatistik: Sp oder GP = absolvierte Spiele; T oder G = erzielte Tore; V oder A = erzielte Assists; Pkt oder Pts = erzielte Scorerpunkte; SM oder PIM = erhaltene Strafminuten; +/− = Plus/Minus-Bilanz; PP = erzielte Überzahltore; SH = erzielte Unterzahltore; GW = erzielte Siegtore; 1 Play-downs/Relegation; Kursiv: Statistik nicht vollständig)